# Michaił de Torby
Michaił Michajłowicz de Torby, ros. Михаил Михайлович Де Торби, ang. Michael de Torby (ur. 8 października 1898 w Wiesbaden, zm. 25 kwietnia 1959 w Londynie) – rosyjski malarz i scenograf; arystokrata legitymizowany w Luksemburgu, od 1927 tytularny hrabia de Torby.
Urodził się jako jedyny syn i najmłodsze spośród trojga dzieci Michała Michajłowicza Romanowa, wielkiego księcia rosyjskiego oraz jego żony Zofii von Merenberg, hrabiny Torby. Miał dwie starsze siostry: Anastazję (1892–1977) i Nadieżdę (1896–1963). W 1899 przeniósł się wraz z rodziną do Keele następnie w 1909 do Londynu. Odebrał staranne wykształcenie pod okiem domowych guwernantów, dbających o nauczanie zagadnień historii i kultury Rosji. Następnie ukończył Eton College.
Rozwijał umiejętności rysownicze i malarskie. Jego twórczość jest silnie inspirowana estetyką Dalekiego Wschodu, zwłaszcza klasyczną sztuką chińską. Pracował w teatrach Londynu jako scenograf. W 1938 przyjął obywatelstwo brytyjskie. Nigdy nie założył rodziny i zmarł bezdzietnie.

## Genealogia
| Prapradziadkowie                          | car Rosji Paweł (1754-1801) ∞1776 Maria Fiodorowna (1759–1828)                 | kr. Prus Fryderyk Wilhelm III (1770–1840) ∞ 1793 Ludwika Augusta z Meklemburgii-Strelitz (1776-1810) | w. ks. Badenii Karol Fryderyk (1728–1811) ∞ 1787 Ludwika Karolina Geyer von Geyersberg (1768–1820)       | kr. Szwecji Gustaw IV Adolf (1778–1837) ∞1797 Fryderyka Dorota von Hochberg (1781–1826)                  | ks. Nassau-Weilburgu Fryderyk Wilhelm (1768–1816) ∞1788 Ludwika Izabela z Kirchburgu (1772–1827) | Paweł Wirtemberski(1785–1852) ∞1805 Karolina Saska-Hildburghausen (1787–1847)         | Sergiej Lwowicz Puszkin (1767–1848) ∞ Nadieżda Osipwna Hannibal (1775–1836)                  | Nikołaj AfanasiewiczGonczarow(1787–1865) ∞1808 Natalija Iwanowna Zahriażskaja (1785–1848)    |
| Pradziadkowie                             | car Rosji Mikołaj I Pałkin (1796–1855) ∞1817 Aleksandra Fiodorowna (1798–1860) | car Rosji Mikołaj I Pałkin (1796–1855) ∞1817 Aleksandra Fiodorowna (1798–1860)                       | w. ks. Badenii Leopold von Hochberg (1790–1852) ∞ 1819 Zofia Wilhelmina von Holstein-Gottorp (1801-1865) | w. ks. Badenii Leopold von Hochberg (1790–1852) ∞ 1819 Zofia Wilhelmina von Holstein-Gottorp (1801-1865) | ks. Nassau Wilhelm I (1792–1839) ∞1829 Paulina Fryderyka Wirtemberska (1810–1856)                | ks. Nassau Wilhelm I (1792–1839) ∞1829 Paulina Fryderyka Wirtemberska (1810–1856)     | Aleksander Siergiejewicz Puszkin(1799–1837) ∞1831 Natalia Nikołajewna Ganczarowa (1812–1863) | Aleksander Siergiejewicz Puszkin(1799–1837) ∞1831 Natalia Nikołajewna Ganczarowa (1812–1863) |
| Dziadkowie                                | Michał Nikołajewicz Romanow (1832–1909) ∞1857 Olga Fiodorowna (1839–1891)      | Michał Nikołajewicz Romanow (1832–1909) ∞1857 Olga Fiodorowna (1839–1891)                            | Michał Nikołajewicz Romanow (1832–1909) ∞1857 Olga Fiodorowna (1839–1891)                                | Michał Nikołajewicz Romanow (1832–1909) ∞1857 Olga Fiodorowna (1839–1891)                                | Mikołaj Wilhelm z Nassau (1832–1905) ∞1868 Natalia Aleksandrowna Puszkina (1836–1913)            | Mikołaj Wilhelm z Nassau (1832–1905) ∞1868 Natalia Aleksandrowna Puszkina (1836–1913) | Mikołaj Wilhelm z Nassau (1832–1905) ∞1868 Natalia Aleksandrowna Puszkina (1836–1913)        | Mikołaj Wilhelm z Nassau (1832–1905) ∞1868 Natalia Aleksandrowna Puszkina (1836–1913)        |
| Rodzice                                   | Michał Michajłowicz Romanow (1861–1929) ∞1891 Zofia von Merenburg (1868–1927)  | Michał Michajłowicz Romanow (1861–1929) ∞1891 Zofia von Merenburg (1868–1927)                        | Michał Michajłowicz Romanow (1861–1929) ∞1891 Zofia von Merenburg (1868–1927)                            | Michał Michajłowicz Romanow (1861–1929) ∞1891 Zofia von Merenburg (1868–1927)                            | Michał Michajłowicz Romanow (1861–1929) ∞1891 Zofia von Merenburg (1868–1927)                    | Michał Michajłowicz Romanow (1861–1929) ∞1891 Zofia von Merenburg (1868–1927)         | Michał Michajłowicz Romanow (1861–1929) ∞1891 Zofia von Merenburg (1868–1927)                | Michał Michajłowicz Romanow (1861–1929) ∞1891 Zofia von Merenburg (1868–1927)                |
| Michaił Michajłowicz de Torby (1898–1959) |                                                                                | | | |                                                                                                  |                                                                                       |                                                                                              |                                                                                              |